# Relatos con-fin-a-dos
Relatos con-fin-a-dos es una miniserie española de antología multi-género creada por Álvaro Longoria y Cecilia Gessa para Amazon Prime Video. De forma muy similar a otra miniserie española, En casa, de HBO España, consiste de cinco capítulos autoconclusivos de diferentes géneros, escritos y dirigidos por diferentes guionistas y directores, que comparten la misma temática sobre la pandemia del coronavirus. Se estrenó en Amazon Prime Video el 3 de julio de 2020.

## Reparto[2]

### Capítulo 1 - Emparedados
- Manuela Velasco
- Rafa Castejón

### Capítulo 2 - El aprendiz
- Álvaro Rico - Teo
- Carlos Bardem - Andrés

### Capítulo 3 - Finlandia
- Alberto Ammann
- Clara Méndez-Leite

### Capítulo 4 - Selftape
- Sara Sálamo - Sandra
- Chiqui Fernández - Paloma
- Isco Alarcón - Fernando

### Capítulo 5 - Gourmet
- Luis Tosar
- María Luisa Mayol
- Nur Levi

## Capítulos
| N.º | Título        | Dirigido por            | Escrito por                             | Género(s)         | Fecha de emisión original |
| --- | ------------- | ----------------------- | --------------------------------------- | ----------------- | ------------------------- |
| 1   | «Emparedados» | Fernando Colomo         | Fernando Colomo y Belén Sánchez-Arévalo | Terror, Thriller  | 3 de julio de 2020        |
| 2   | «El aprendiz» | David Marqués           | David Marqués y Rafa Calatayud          | Comedia negra     | 3 de julio de 2020        |
| 3   | «Finlandia»   | Miguel Bardem           | Carolina Román y Mario Parra            | Romance           | 3 de julio de 2020        |
| 4   | «Selftape»    | Álvaro Fernández Armero | Álvaro Fernández Armero                 | Comedia romántica | 3 de julio de 2020        |
| 5   | «Gourmet»     | Juan Diego Botto        | Juan Diego Botto                        | Thriller          | 3 de julio de 2020        |